# Dow Chemical Company
The Dow Chemical Company (TDCC) er en amerikansk multinational kemivirksomhed. Den har hovedkvarter i Midland, Michigan og er et datterselskab til Dow Inc.. Dow Chemical producerer plastik, kemikalier og agri-produkter. De er er tilstede i 160 lande og de har 54.000 ansatte.